# Balázs Attila (teniszező)
Balázs Attila (Budapest, Magyarország, 1988. szeptember 27. –) magyar hivatásos teniszező. 

## Pályafutása
Eddigi legnagyobb sikerei a 2012-ben Bukarest-ben a BRD Năstase Țiriac Trophy-n a kvalifikációból kiharcolt elődöntő, ahol Fabio Fognini-től kapott ki, a 2020-ban Rio de Janeiróban ATP 500-as tornán elért elődöntő, amellyel pályafutása során először bekerült a világranglistán a Top 100-ba, illetve a 2019-es umagi Croatia Open Umagon elért döntője volt, ahol a szerb Dušan Lajovićtól szenvedett vereséget.
2009 óta a magyar Davis-kupa csapat tagja, amelyben összesen 19 győzelem és 13 vereség a mérlege, és amellyel kiharcolta a részvételt a sorozat 2020-as döntőjébe. Hétszeres magyar bajnok (2008-2013, 2016), és Kehrling Béla, Asbóth József valamint Gulyás István mellett ő a negyedik olyan magyar játékos, aki 6 magyar bajnokságot tudott nyerni zsinórban.

## Eredményei Grand Slam-tornákon
| Grand Slam | Australian Open | Australian Open | Roland Garros | Roland Garros   | Wimbledon | Wimbledon       | US Open       | US Open         |
| Év         | Eredmény        | Utolsó ellenfél | Eredmény      | Utolsó ellenfél | Eredmény  | Utolsó ellenfél | Eredmény      | Utolsó ellenfél |
| 2010       | –               | –               | Selejtező (1) | Selejtező (1)   | –         | –               | Selejtező (1) | Selejtező (1)   |
| 2011       | –               | –               | Selejtező (1) | Selejtező (1)   | –         | –               | –             | –               |
| 2020       | –               | –               | 2. kör        | 2. kör          | –         | –               | 1. kör        | 1. kör          |
| 2021       | 1. kör          | 1. kör          |               |                 |           |                 |               |                 |

## Év végi világranglista-helyezései
| Év       | 2006 | 2007 | 2008 | 2009 | 2010 | 2011 | 2012 | 2013 | 2014 | 2015 | 2016 | 2017 | 2018 | 2019 | 2020 |
| Helyezés | 1424 | 728  | 343  | 305  | 190  | 424  | 271  | 531  | 1331 | 0    | 312  | 200  | 252  | 133  | 92   |